# 돌출입
돌출입은 외부에서 보았을 때 사람의 얼굴에서 입이 아닌 부분에 비해 입이 돌출해 있는 현상이다. 이는 이와 더불어 잇몸이 함께 돌출한 것이 원인일 수 있다. 돌출입을 수술하는 방법 중에는 ASO(Anterior segmental osteotomy) 수술, 부비융기술(paranasal augmentation)이 있으며, 그 정도가 미미한 경우에는 수술이나 특별한 치료를 요하지 않는다.